# Бирля (приток Свияги)
Бирля — река в Татарстане, левый приток реки Свияга.

## Этимология
Название происходит от татарского «бүре» и «иле»: то есть река на земле волков или же от финно-угорского «берлинга», что означает хмель, есть известия, что когда-то на берегах этой реки черемисы занималась выращиванием хмеля.

## География
Длина реки 48 км, площадь бассейна 385 км². Бирля берёт начало в 3 км к югу от села Большое Подберезье Кайбицкого района Татарстана. Протекает по широковолнистой равнине, разделенной широкими, с мягкими очертаниями, неглубокими долинами и оврагами. Впадает в Свиягу в 2 км севернее села Бурундуки. Река 5-8 м шириной с извилистым, не разветвлённым руслом. В реку впадает 18 притоков.

## Гидрология
Река маловодная. Питание смешанное, преимущественно снеговое (до 86 %). Распределение стока в течение года неравномерное. Годовой слой стока 100 мм, 86 мм из которых приходится на период весеннего половодья. Летняя межень низкая и неустойчивая (0,19 м³/с). Модули подземного питания колеблются от 0,1 до 0,5 л/с км².
Вода гидрокарбонатно-хлоридно-кальциевая, жёсткостью от 1,5-3,0 ммоль/л весной, до 3-6 ммоль/л. Минерализация от 100—200 мг/л весной, до 500—700 мг/л в межень.

## Хозяйственное использование
- Используется местным населением для бытовых нужд, водопоя скота, полива.
- Постановлениями Совета Министров ТатАССР от 10 января 1978 г. № 25 и Кабинета Министров РТ от 29 декабря 2005 г. № 644 признана памятником природы регионального значения.